# Bernard Dong Bortey
Bernard Dong Bortey (Tema, 22 settembre 1982) è un ex calciatore ghanese, di ruolo attaccante.

## Statistiche

### Cronologia presenze e reti in nazionale
| Cronologia completa delle presenze e delle reti in nazionale ― Ghana | Cronologia completa delle presenze e delle reti in nazionale ― Ghana | Cronologia completa delle presenze e delle reti in nazionale ― Ghana | Cronologia completa delle presenze e delle reti in nazionale ― Ghana | Cronologia completa delle presenze e delle reti in nazionale ― Ghana | Cronologia completa delle presenze e delle reti in nazionale ― Ghana | Cronologia completa delle presenze e delle reti in nazionale ― Ghana | Cronologia completa delle presenze e delle reti in nazionale ― Ghana |
| Data                                                                 | Città                                                                | In casa                                                              | Risultato                                                            | Ospiti                                                               | Competizione                                                         | Reti                                                                 | Note                                                                 |
| -------------------------------------------------------------------- | -------------------------------------------------------------------- | -------------------------------------------------------------------- | -------------------------------------------------------------------- | -------------------------------------------------------------------- | -------------------------------------------------------------------- | -------------------------------------------------------------------- | -------------------------------------------------------------------- |
| 7-9-2002                                                             | Kampala                                                              | Uganda                                                               | 1 – 0                                                                | Ghana                                                                | Qual. Coppa d'Africa 2004                                            | -                                                                    | 69’                                                                  |
| 8-10-2002                                                            | Accra                                                                | Ghana                                                                | 2 – 1                                                                | Lesotho                                                              | Amichevole                                                           | -                                                                    | ?’                                                                   |
| 26-1-2003                                                            | Kumasi                                                               | Ghana                                                                | 3 – 0                                                                | Benin                                                                | Amichevole                                                           | -                                                                    |                                                                      |
| 15-2-2003                                                            | Cotonou                                                              | Benin                                                                | 1 – 0                                                                | Ghana                                                                | Amichevole                                                           | -                                                                    |                                                                      |
| 16-11-2003                                                           | ?                                                                    | Ghana                                                                | 5 – 0                                                                | Somalia                                                              | Qual. Mondiali 2006                                                  | -                                                                    |                                                                      |
| 19-11-2003                                                           | Kumasi                                                               | Ghana                                                                | 2 – 0                                                                | Somalia                                                              | Qual. Mondiali 2006                                                  | -                                                                    | 59’                                                                  |
| 10-10-2004                                                           | Kumasi                                                               | Ghana                                                                | 0 – 0                                                                | RD del Congo                                                         | Qual. Mondiali 2006                                                  | -                                                                    | 46’                                                                  |
| Totale                                                               |                                                                      | Presenze                                                             | 7                                                                    |                                                                      | Reti                                                                 | 0                                                                    |                                                                      |

## Palmarès

### Club

#### Competizioni nazionali
- Campionato ghanese: 4

Hearts of Oak: 2001, 2002, 2004-2005, 2006-2007
- Campionato vietnamita: 1

SLNA: 2011

### Individuale
- Capocannoniere del campionato ghanese: 1

2002 (18 reti, alla pari con Charles Asampong Taylor)